# Gesneriaceae
Gesneriaceae is een botanische naam, voor een familie van tweezaadlobbige planten. Een familie onder deze naam wordt universeel erkend door systemen van plantentaxonomie, en ook door het APG-systeem (1998) en het APG II-systeem (2003).
Het gaat om een vrij grote familie, van duizenden soorten. Veruit de bekendste vertegenwoordiger is het Kaaps viooltje, maar ook andere soorten zijn populair als sierplanten.
Bij Cronquist (1981) is de plaatsing in diens orde Scrophulariales.